# 井上直美
井上 直美（いのうえ なおみ、1981年12月2日 - ）は、日本のタレント、声優、歌手。東京都出身。本名同じ。別名：Chico。 旧芸名：北見茜、井ノ上ナオミ。

## 経歴
- 所属事務所：ダブルフォックス→NAKID　→セルワールドエンターテイメント（2006年4月より）→カレイドスコープ（2007年7月より）→フリー（2009年より）→オムプロモーション、アバンジエンターテイメント（共に、2012年より業務提携）

- 芸名：北見茜→井上直美→井ノ上ナオミ→井上直美。
- デビュー時の芸名は「北見 茜」（しかし、自身がネット検索をした時1件もヒットしなかった）。まもなくして、本名の「井上 直美」でグラビアアイドルとして活動するようになった。 2005年より「井ノ上 ナオミ」に改名して声優に転向したが、その後本名の「井上 直美」に再び戻した。
- かつてはChico名義で歌手活動を行いながら、「mi-na」（ミーナ）というバンドのメンバーとしても活動していた。

## 人物
- 趣味：釣り、ゲーム、サバイバルゲーム、おもちゃ集め（LEGO、ガンプラ、仮面ライダーなどのシリーズ系）。
- 特技：書道（七段）、一輪車で縄跳び、逆立ちブリッジ。
- 好きな食べ物：芋羊羹、かき氷、グラタンコロッケバーガー、白子。
- 嫌いな食べ物：餡。
- 愛車はフォルクスワーゲン・カルマンギア（1964年製）。3年間探して博物館で見つけ、1年間交渉して譲り受けた。
- アニメ『魔法先生ネギま!』で共演した、石毛佐和、狩野茉莉、矢部雅史と一緒に、「馬鹿盛り部」を結成。定期的にイベントを開催している（後述）[3]。
- 祖父はサーカス団に所属していた[2]。
- 2010年に四輪自動車国内A級ライセンスを取得[4]。
- 釣りは特にシーバスフィッシングを得意としており、小柄な体型ながらもランカーシーバス釣り上げ、雑誌『シーバスマガジン』の表紙を飾った経験も持つ。現在は釣具メーカーのアルファタックル、テイルウォーク、HAL、JOKER、サンヨーナイロンのフィールドスタッフ。
- 2016年　一般人男性と結婚。ブログで発表。

現在は削除されている。

## 出演

### キャンペーンガール
- タックルベリー ベリーガールズ2013

### テレビ番組
- トゥナイト2 （テレビ朝日） レポーター
- Gパラダイスコロシアム （テレビ東京） レギュラー
- エルニーニョ （テレビ埼玉） レギュラー
- 直美チャンネル （2001年、CS） レギュラー
- Kitまんぞく （CS） レギュラー
- アイドルエッグ （CS）
- Splash！アラソルト （釣りビジョン） レギュラー
- わくわくテナガフィッシング （釣りビジョン）
- ランク王国 （TBSテレビ）
- D☆D だれでも大好き

### ラジオ
- アキバチック天国 （第40回・2005年1月1日 - 第70回・7月30日、栃木放送／ランティスウェブラジオ） 遠藤正明と共にMC
- 江藤博利のセブンティーズ （2009年2月 - 2009年8月、KBS京都）

### CM
- 明治製菓 チョコレートシリーズ

### WEB
- 井上直美のエースオンライン体験記 番組ページ
- 神説セオス ギリシャ神話講座 番組ページ
- 麻帆良学園中等部2-A・ヒミツの放課後 （スターチャイルド、2005年）
  - インターネットラジオ。 第11回にゲスト出演。
- ゲッチャTV （2007年9月20日）
- ネットゲッチャ （2008年2月 - 2008年10月）番組ページ
- ゲッチャ2 （2008年10月 - 2009年3月）番組ページ
- はいからフライデーナイト （TOKYO FM＋はいからチャンネル、2008年4月18日 - 2009年3月27日）
  - 毎週金曜日に生放送されていたインターネットテレビ。 江藤博利、青野秀俊と共にMCを担当。
- 第一回R.O.H.A.N王座戦生放送 MC（2008年5月10日）
- クロスファイア トーナメントリーグ決勝戦生中継 MC（2008年10月5日）
- 江藤博利のセブンティーズ（2009年2月 - 2009年8月）
- あきやまかおるのおやすみなさい ゲスト出演（2009年3月・5月）番組ページ
- 喜多村英梨の超ラジ! ゲスト出演（2009年5月）
- スカイクラッドTV「Cross×Re:mix」 ゲスト出演（2010年6月）
- 直美と花音の情報TV 知ってんじゃねーし！（2011年2月 - 2012年2月）番組ページ
- 高橋名人のケータイゲッチャ!（ニコニコ動画、2012年4月 - 10月）
- Gamboo
- Party Time（みみふく、2012年）
- NOTTV BAYCAMP2012（NOTTV）
- 第34回 足立の花火（NOTTV）
- Alliance of Valiant Armsイベント 配信MC
  - AIC2013（2013年2月24日）
  - AVAIFM2013（2013年5月3日）
- 和泉流宗家による狂言への誘い（Mopal、2011年 - 出演中）
- 湾岸ベース（Auto GarageTV、2011年 - 出演中）

### テレビアニメ
- 魔法先生ネギま!（四葉五月）
- ネギま!?（四葉五月）※第20話のサブタイトル題字と提供イラストも担当。
- 流星戦隊ムスメット オトメット編（女の子）
- 『あさチャン!』内アニメ「ぐでたま」 - ナレーションと一部サブキャラクターを担当。[5]
- UQ HOLDER! 〜魔法先生ネギま!2〜（2017年、四葉五月）

### 劇場アニメ
- 劇場版 魔法先生ネギま! ANIME FINAL（四葉五月）

### OVA
- 魔法先生ネギま!〜白き翼 ALA ALBA〜（四葉五月）
- 魔法先生ネギま!〜もうひとつの世界〜（四葉五月）
- ネギま!? 春、夏（四葉五月）

### ゲーム
- 魔法先生ネギま! 課外授業 乙女のドキドキ♥ビーチサイド（四葉五月）
- 魔法先生ネギま! 2時間目 戦う乙女たち!麻帆良大運動会SP!（四葉五月）
- 魔法先生ネギま! 1時間目 お子ちゃま先生は魔法使い!（四葉五月）
- ネギま!? 3時間目〜恋と魔法と世界樹伝説!〜（四葉五月）
- ネギま!? 超 麻帆良大戦 かっとイ〜ン☆契約執行でちゃいますぅ（四葉五月）
- ネギま!? ネオ・パクティオーファイト!!（四葉五月）
- ネギま!? どりーむたくてぃっく 夢見る乙女はプリンセス♥（四葉五月）
- ネギま!? 超 麻帆良大戦チュウ チェックイ〜ン全員集合!やっぱり温泉来ちゃいましたぁ（四葉五月）
- マーメイド・プリズム（ローザ・ロッド役）
- 召喚少女 〜ElementalGirl Calling〜（樋山きらり）
- 桃色大戦ぱいろん（シトロン）

### ドラマCD
- 魔法先生ネギま! ドラマCD（四葉五月）
- ネギま!? ドラマCD（四葉五月）
- 魔法先生ネギま!〜白き翼 ALA ALBA〜「言っておきたいことがある!」（高音・D・グッドマン）
- 大家さんは小学生（花澤陽子）
- キスとDO-JIN!〜王子様はカリスマ大手!?〜（女D）
- Lost forest songs〜遠いあの日になくしたわたし〜（2014年、なおみ[6]）
- めぐる季節のなかで 夏秋編（2015年、柴崎ゆま）

### CM
- バンダイ「棒ゲ～ドットコム」（女の子）

### パチンコ
- CR魔法先生ネギま!（2017年、四葉五月[7]）

## リリース作品

### ビデオ・DVD
- D-Splash!（2001年10月3日、キングレコード） ロケ地はバリ島

### 写真集
- A little be（2001年4月、三和出版）
- とらんじすたー（2002年9月、ぶんか社）

### デジタル写真集
- とらんじすたー（2002年）

### 雑誌
- ヤングサンデー
- 少年サンデー
- ホットドッグ
- SPA!
- 磯・投げ情報

### 雑誌連載
- シーバスマガジン「なおちんの釣れる魚はみんな好き!」（2011年 - 連載中）
- つり情報 - 2013年度読者モデル。（2014年 - 連載中）

## ディスコグラフィ

### シングル
| 枚         | 発売日         | タイトル             | 規格品番   |
| Chico 名義 | Chico 名義     | Chico 名義           | Chico 名義 |
| ---------- | -------------- | -------------------- | ---------- |
| 1          | 2003年12月19日 | 明日が笑った。       | WILL-099   |
| 2          | 2004年12月29日 | エンジェル・レェス   | NKCM-1001  |
| 3          | 2005年4月10日  | 光を探して           | NKCM-1002  |
| 4          | 2005年4月10日  | Girls be ambitious!! | NKCM-1005  |

### ミニ・アルバム
| 枚  | 発売日 | タイトル      | 規格品番 |
| --- | ------ | ------------- | -------- |
| 1st |        | ふわふわDaily |          |
| 2nd |        | entire tune   |          |
| 3rd |        | dear          |          |

### 音楽CD
| 発売日   | 商品名                                                            | 歌 | 楽曲                                                                       | 備考                                                                       |        |
| 2004年   | 2004年                                                            | 2004年 | 2004年                                                                     | 2004年                                                                     | 2004年 |
| -------- | ----------------------------------------------------------------- | --- | -------------------------------------------------------------------------- | -------------------------------------------------------------------------- | ------ |
| 5月1日   | 出席番号のうた                                                    | 麻帆良学園中等部2-A | 「出席番号のうた」                                                         |                                                                            |        |
| 7月22日  | 魔法先生ネギま! 麻帆良学園中等部2-A 10月：科学と肉まん            | 超鈴音（大沢千秋）、葉加瀬聡美（門脇舞）、四葉五月（井ノ上ナオミ）                                                                                | 「恋の面積」 「恋の面積（Remix ver.）」                                    | テレビアニメ『魔法先生ネギま!』関連曲                                      |        |
| 2005年   |                                                                   | |                                                                            |                                                                            |        |
| 3月26日  | マキシシングル「最後の奇跡」moetan2〜公式テーマソング〜           | 井ノ上ナオミ | 「最後の奇跡」                                                             |                                                                            |        |
| 7月6日   | ハッピー☆マテリアル 6月度：The Early Summer version               | 麻帆良学園中等部2-A〔宮崎のどか（能登麻美子）、村上夏美（相沢舞）、雪広あやか（皆川純子）、四葉五月（井ノ上ナオミ）、Zazie Rainyday（猪口有佳）〕 | 「ハッピー☆マテリアル」                                                    |                                                                            |        |
| 8月3日   | ハッピー☆マテリアル/輝く君へ〜Peace                               | 麻帆良学園中等部2-A | 「ハッピー☆マテリアル 31人ver.・TVサイズ」 「輝く君へ〜Peace」             |                                                                            |        |
| 2006年   |                                                                   | |                                                                            |                                                                            |        |
| 3月29日  | 魔法先生ネギま! 麻帆良学園大麻帆良祭ライブCD                      | 伊藤静、出口茉美、大前茜、狩野茉莉、こやまきみこ、井ノ上ナオミ、板東愛                                                                            | 「ポンポン両手にあればWin」                                                |                                                                            |        |
| 3月29日  | 魔法先生ネギま! 麻帆良学園大麻帆良祭ライブCD                      | 志村由美、笹川亜矢奈、井ノ上ナオミ、佐久間未帆 | 「スキになってもeーよ」                                                    |                                                                            |        |
| 3月29日  | 魔法先生ネギま! 麻帆良学園大麻帆良祭ライブCD                      | 大沢千秋、門脇舞、井ノ上ナオミ | 「恋の面積」                                                               |                                                                            |        |
| 3月29日  | 魔法先生ネギま! 麻帆良学園大麻帆良祭ライブCD                      | 佐藤利奈、小林ゆう、志村由美、井ノ上ナオミ、佐久間未帆                                                                                            | 「オシエテ恋のIdiom」                                                      |                                                                            |        |
| 3月29日  | 魔法先生ネギま! 麻帆良学園大麻帆良祭ライブCD                      | 佐藤利奈、伊藤静、田中葉月、石毛佐和、佐久間未帆、井ノ上ナオミ                                                                                    | 「放課後ア☆ライブ」                                                        |                                                                            |        |
| 3月29日  | 魔法先生ネギま! 麻帆良学園大麻帆良祭ライブCD                      | 麻帆良学園中等部2-A | 「出席番号のうた」 「ハッピー☆マテリアル(メドレー)」                       |                                                                            |        |
| 3月29日  | 魔法先生ネギま! 麻帆良学園大麻帆良祭ライブCD                      | 麻帆良学園中等部2-A・佐藤利奈 | 「ハッピー☆マテリアル(メルディアナ合唱団バージョン)」 「輝く君へ〜Peace」  |                                                                            |        |
| 5月25日  | その横顔を見つめてしまう〜A Profile 完全版〜 サウンドコレクション | 井ノ上ナオミ | 「Realize」                                                                | PCゲーム『その横顔を見つめてしまう〜A Profile 完全版〜』オープニングテーマ |        |
| 12月29日 | PRISM ARK Vocal Collection                                        | Chico | 「エンジェル・レェス」                                                     | PCゲーム『PRISM ARK』                                                      |        |
| 2007年   |                                                                   | |                                                                            |                                                                            |        |
| 1月24日  | ネギま!? 1000％BOX                                                | 相坂さよ（白鳥由里）、朝倉和美（笹川亜矢奈）、超鈴音（高本めぐみ）、四葉五月（井ノ上ナオミ）                                                      | 「1000％SPARKING!」 「A-LY-YA!」 「1000％SPARKING!(ユーロビートミックス)」 |                                                                            |        |
| 1月24日  | ネギま!? 1000％BOX                                                | 麻帆良学園中等部3-A+ネギ・スプリングフィールド（佐藤利奈）                                                                                        | 「1000％SPARKING!」 「A-LY-YA!」                                           |                                                                            |        |
| 3月7日   | ネギま!? うたのCD(2)                                              | 葉加瀬聡美（門脇舞以）、超鈴音（高本めぐみ）、四葉五月（井ノ上ナオミ）                                                                            | 「Go!Go!マイスターズ!」                                                    |                                                                            |        |
| 9月26日  | ネギま!? ベストアルバム                                           | 麻帆良学園中等部3-A+ネギ・スプリングフィールド（佐藤利奈）                                                                                        | 「Hello Again」                                                            |                                                                            |        |
| 2011年   |                                                                   | |                                                                            |                                                                            |        |
| ？       | 東日本大震災チャリティーCD企画continue第1弾「Party time」         | 井上直美、石毛佐和 | 「」                                                                       |                                                                            |        |
| ？       | 東日本大震災チャリティーCD企画continue第3弾「馬鹿盛り部のテーマ」 | 井上直美、石毛佐和、狩野茉莉、矢部雅史 | 「」                                                                       |                                                                            |        |
| ？       | 東日本大震災チャリティーCD企画continue第？弾「with you」          | 井上直美、花音 | 「」                                                                       |                                                                            |        |
| 5月28日  | ライブ公式テーマソングCD「GANBARUNBA!!!!!!」                      | 井上直美、清水愛、廣田詩夢、あきやまかおる、石毛佐和、門脇舞                                                                                      | 「GANBARUNBA!!!!!!」 「GANBARUNBA!!!!!! -Samba Runba Mix-」                |                                                                            |        |
| 8月24日  | 桜風に約束を -旅立ちの歌-                                         | ネギ・スプリングフィールド（佐藤利奈）&麻帆良学園中等部3-A                                                                                        | 「桜風に約束を -旅立ちの歌-」                                              | 劇場アニメ『劇場版 魔法先生ネギま! ANIME FINAL』主題歌                     |        |